# Кастроп-Рауксель
Кастроп-Рауксель (нім. Castrop-Rauxel) — місто в Німеччині, знаходиться в землі Північний Рейн-Вестфалія. Підпорядковується адміністративному округу Мюнстер. Входить до складу району Реклінггаузен.
Площа — 51,66 км2. Населення становить 73 126 ос. (станом на 31 грудня 2020).